# Питер Финч
Фредерик Џорџ Питер Ингл Финч (енгл. Frederick George Peter Ingle Finch; Лондон 28. септембар 1916 — Беверли Хилс, 14. јануар 1977) или само Питер Финч био је британско-аустралијски глумац. Освојио је Оскара за најбољег глумца у главној улози, за улогу у филму ТВ мрежа која му је додељена постхумно.